# Comuna Suslî, Novohrad-Volînskîi
Suslî (în ucraineană Суслівська сільська рада) este o comună în raionul Novohrad-Volînskîi, regiunea Jîtomîr, Ucraina, formată din satele Ivașkivka și Suslî (reședința).

## Demografie
Componența lingvistică a comunei Suslî
     Ucraineană (98,58%)
     Rusă (1,35%)
     Alte limbi (0,07%)
Conform recensământului din 2001, majoritatea populației comunei Suslî era vorbitoare de ucraineană (98,58%), existând în minoritate și vorbitori de rusă (1,35%).